# Левые (Польша)
Левые (Левица – пол. Lewica) — польская коалиция левых политических партий, созданная в 2019 году для участия в парламентских выборах 2019 года.

## История
19 июля 2019 года Союз демократических левых сил, Wiosna и Левые вместе объявили о создании совместной коалиции для участия в парламентских выборах в октябре 2019 года. Днём позже к коалиции присоединилась Польская социалистическая партия. Некоторое время спустя к коалиции присоединились Twój ruch, Уния труда и Феминистская инициатива. 6 августа 2019 Уния труда и Феминистская инициатива покинули коалицию.
На выборах 13 октября коалиция получила 2 319 946 голосов, то есть 12,56 %, заняв третье место после «Права и Справедливости» и «Гражданской коалиции». От «Левых» в Сейм прошло 49 депутатов, в Сенате коалиция получила 2 представителей. Из представленных членов коалиции в Сейме было 24 представителя от Союза демократических левых сил, 19 от партии «Wiosna» и 6 от Левых вместе. В Сенате коалицию представляли член партии «Wiosna» и член ППС.
19 января 2020 года президент «Wiosna» Роберт Бедронь был объявлен общим кандидатом от Союза демократических левых сил, «Wiosna» и «Левых вместе» на президентских выборах 2020 года. 1 февраля его также поддержала Польская социалистическая партия. На выборах Бедронь занял 6-е место из 11, набрав 2,22 % голосов. Перед вторым туром Роберт Бедронь поддержал кандидата от Гражданской платформы Рафала Тшасковского, однако ни коалиция Левых, ни какая-либо партия, входящая в её состав не оказали ему официальной поддержки (ППС заняла особую позицию, не поддерживая ни одного из кандидатов).
11 июня 2021 года СДЛС и «Wiosna» самораспустились, создав единую партию «Новые левые». 9 октября 2021 прошел первый съезд новообразованной партии, на котором были избраны двое сопредседателей: Влодзимеж Чажастый (лидер СДЛС) и Роберт Бедронь (лидер партии «Wiosna»).
14 декабря 2021 года парламентское коло (фракцию) Левицы покинули несколько депутатов-членов ППС, основавших собственную фракцию. 5 февраля 2023 фракция приняла название «Коло демократических левых». 8 марта 2023 лидер ППС Войцех Конечный вернулся во фракцию Левицы.

## Программа
- Повышение минимальной заработной платы до 2700 злотых брутто в 2019[13]

- Легализация однополых браков

- Увеличение числа врачей более чем на 50 000 человек к 2025 году

- Создание бесплатных мест в детских садах для каждого ребенка

- Ликвидация Церковного фонда

- Проведение политики секуляризации

- Ликвидация Института национальной памяти, Польского национального фонда и Национального совета по СМИ

- Реформа Конституционного трибунала, судов общей юрисдикции, прокуратуры и Национального совета судебной власти

- Легализация абортов во всех случаях

- Увеличение финансирования науки и здравоохранения

- Отмена уроков религии в школах

- Восстановление независимости юридических институтов

## Состав
| Партия | Партия                           | Идеология                                | Лидер                               | Мест в Сейме | Мест в Сенате | Мест в Европарламенте | Мест в Воеводских сеймиках |
| ------ | -------------------------------- | ---------------------------------------- | ----------------------------------- | ------------ | ------------- | --------------------- | -------------------------- |
|        | Новые левые                      | социал-демократия, социальный либерализм | Влодзимеж Чажастый и Роберт Бедронь | 18 из 460    | 5 из 100      | 3 из 52               | 8 из 552                   |
|        | Польская социалистическая партия | демократический социализм, антикоммунизм | Войцех Конечный                     | 0 из 460     | 1 из 100      | 0 из 52               | 0 из 552                   |
|        | Уния труда                       | социал-демократия, лейборизм             | Вальдемар Витковский                | 0 из 460     | 1 из 100      | 0 из 52               | 0 из 552                   |

## Электоральная история

### Парламентские
| Выборы | Лидер                                                      | Голосов   | %     | Мест в Сейме | Мест а Сенате | Статус    |
| ------ | ---------------------------------------------------------- | --------- | ----- | ------------ | ------------- | --------- |
| 2019   | Влодзимеж Чажастый                                         | 2 319 946 | 12,56 | 49 из 460    | 2 из 100      | Оппозиция |
| 2019   | Как Избирательный комитет «Союз демократических левых сил» |           |       |              |               |           |
| 2023   | Влодзимеж Чажастый и Роберт Бедронь                        | 1 859 018 | 8,61  | 26 из 460    | 9 из 100      | Коалиция  |
| 2023   | Как Избирательный комитет «Новые левые»                    |           |       |              |               |           |

### Местные выборы
| Выборы | Лидер                               | Голосов | %    | Мест в Воеводских сеймиках |
| ------ | ----------------------------------- | ------- | ---- | -------------------------- |
| 2024   | Влодзимеж Чажастый и Роберт Бедронь | 911 430 | 6,32 | 8 из 552                   |

### Европейские выборы
| Выборы | Лидер          | Голосов | %    | Мест    |
| ------ | -------------- | ------- | ---- | ------- |
| 2024   | Роберт Бедронь | 741 071 | 6,30 | 3 из 53 |

### Президентские выборы
| Выборы | Кандидат       | 1-й тур | 1-й тур | 2-й тур | 2-й тур | Результат |
| Выборы | Кандидат       | Голосов | %       | Голосов | %       | Результат |
| ------ | -------------- | ------- | ------- | ------- | ------- | --------- |
| 2020   | Роберт Бедронь | 432 129 | 2,22    |         |         | Поражение |
| 2025   | Магдалена Беят | 829 361 | 4,23    |         |         | Поражение |